# Mendoncella
Mendoncella é um género botânico pertencente à família das orquídeas (Orchidaceae).